# Litevské národní muzeum
Litevské národní muzeum (litevsky: Lietuvos nacionalinis muziejus) je historické a archeologické muzeum v litevském hlavním městě Vilniusu. Schraňuje více než 800 000 položek. Podléhá ministerstva kultury. Je též vědeckou institucí, organizuje archeologické vykopávky v Litvě. Založeno bylo roku 1952. Jeho kořeny však sahají až do roku 1855, kdy Eustachy Tyszkiewicz ve Vilniusu založil Muzeum starožitností (polsky: Muzeum Starożytności, litevsky: Senienų muziejus), nejstarší muzeum v zemi. Zpočátku bylo tvořené převážně z polských soukromých sbírek. Po lednovém povstání roku 1863 přesunulo Ruské impérium velkou část sbírky do Moskvy. Zbývající část byla reorganizována a začleněny do Vilniuské veřejné knihovny. V roce 1915, kdy se východní fronta první světové války přiblížila k Vilniusu, byla většina exponátů převezena do Ruska. 
Po ustavení nezávislosti Litvy v roce 1918 bylo založeno Muzeum historie a etnografie, které absorbovalo sbírky Muzea starožitností a Litevské vědecké společnosti. Jeho ředitelem byl Jonas Basanavičius. Po roce 1919 se Vilnius stal součástí Polska a muzeum bylo začleněno do Vilniuské univerzity. V roce 1941 získala sbírky všech muzeí ve Vilniusu Akademie věd. Muzeum se opět stalo samostatným subjektem až v roce 1952 pod vedením historika Vincase Žilėnase. V roce 1967 se usadilo v Novém arzenálu vilniuského hradního komplexu. (Nový arzenál nechal postavit král Zikmund II. August.)
V roce 1992, poté co Litva obnovila svou nezávislost, bylo přejmenováno na Národní muzeum. Krom Nového a Starého arzenálu ve vilniuském hradním komplexu spravuje též Gediminasovu věž stojící nad muzeem, bastionové opevnění Vilniusu, Muzeum Kazyse Varnelise, Dům signatářů (kde byl roku 1918 vypracován zákon o nezávislosti Litvy), Muzeum Vincase Kudirky, rodný dům Jonase Basanavičiuse nebo usedlost Jonase Šliūpase v Palanze.